# Perthite

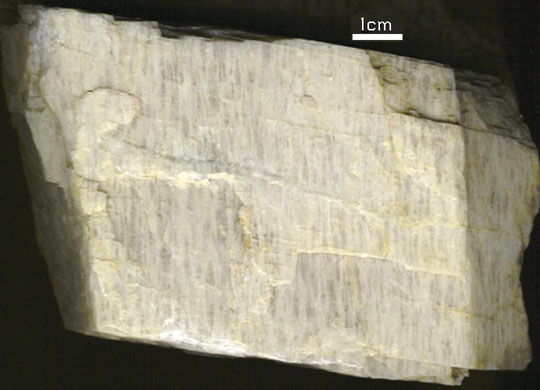
Feldspath perthitique. Pegmatite de Dan Patch, Black Hills (Dakota du Sud, États-Unis)

Une perthite est un enchevêtrement de deux feldspaths alcalins : un feldspath potassique (composition proche de KAlSi3O8) et un feldspath sodique (proche de NaAlSi3O8). La plupart du temps il s'agit de lamelles ou d'imbrications irrégulières de feldspath sodique (albite) au sein d'un grain-hôte de feldspath potassique (orthose ou microcline). On réserve parfois le terme perthite à ce cas général où la phase dominante est le feldspath potassique. On qualifie alors d'antiperthite le cas inverse (feldspath sodique majoritaire), et de mésoperthite la situation intermédiaire où les deux phases sont en proportions comparables.
Le plus grand monocristal de perthite connu a été trouvé dans la mine Hugo au Dakota du Sud : 10,7 × 4,6 × 1,8 m. Les pierres fines dénommées amazonite et pierre de lune sont des variétés de perthite de belle couleur.

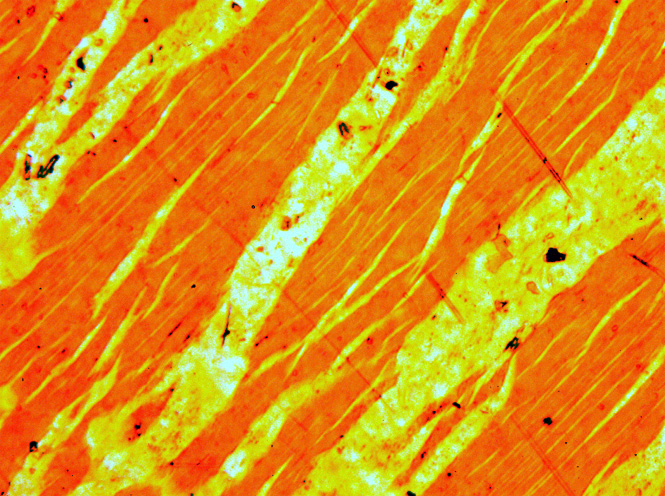
Perthite. Lame mince d'un grain de feldspath vue au microscope pétrographique avec une lame à retard. La phase principale est de l'orthose (orange) et les lamelles d'exsolution de l'albite (jaune). Plus grande dimension : 0,4 mm.

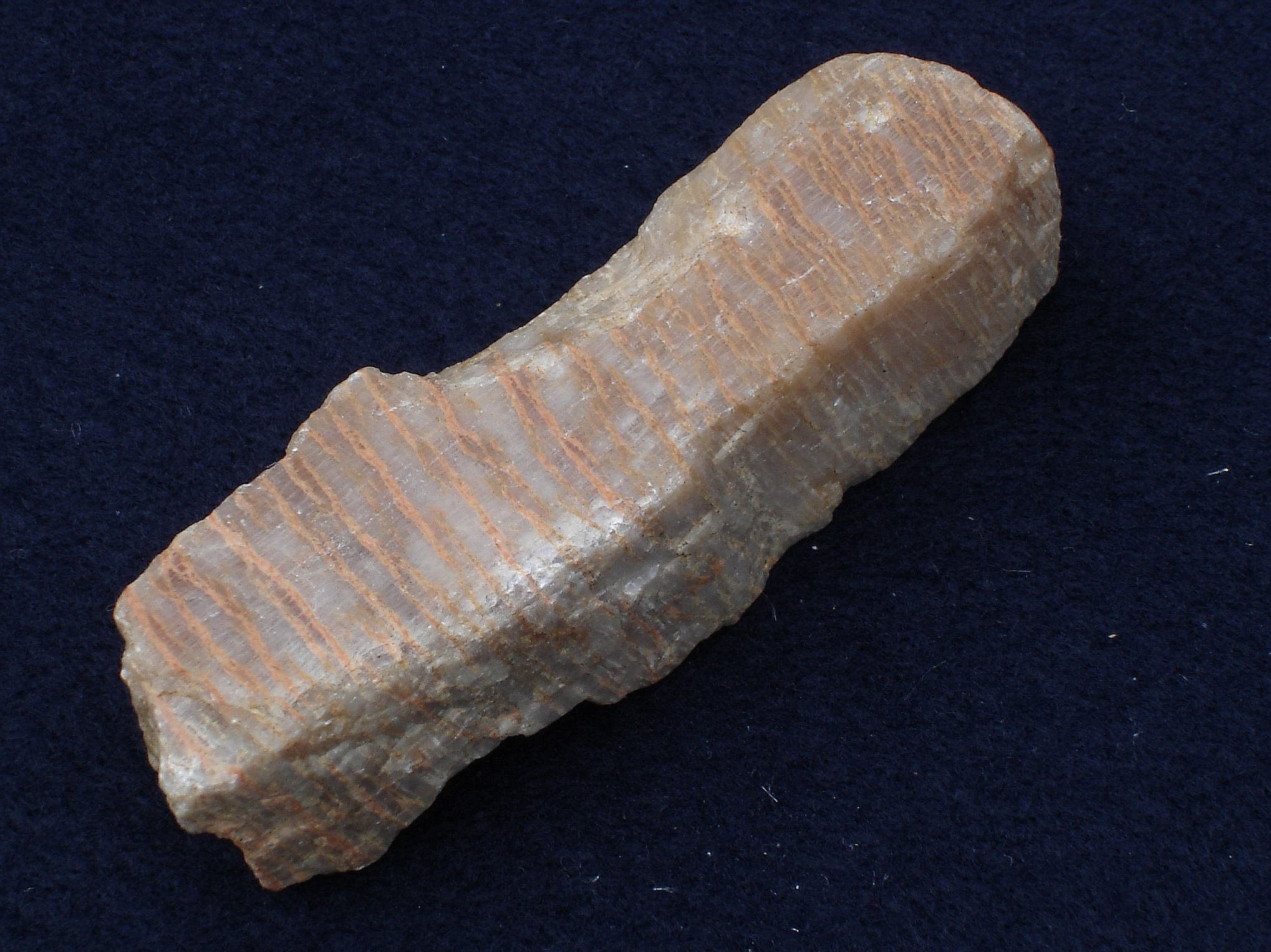
Antiperthite mégascopique

La texture perthitique se forme par exsolution lors du refroidissement d'un grain de feldspath alcalin ayant une composition intermédiaire entre feldspath potassique et albite. La miscibilité des deux pôles NaAlSi3O8 et KAlSi3O8 est en effet totale à des températures proches de 700 °C et des pressions crustales, mais elle devient très limitée à des températures plus basses. Si un grain de feldspath alcalin de composition intermédiaire se refroidit suffisamment lentement, des domaines respectivement riches en Na et K se séparent. En présence d'eau, le processus se déroule assez rapidement. L'ensemble garde la morphologie du cristal initialement homogène (on dit généralement que c'est un cristal, bien qu'il soit formé de deux minéraux différents).
Quand le refroidissement a été suffisamment lent la texture perthitique est visible à l'œil nu (lamelles blanches d'albite parmi le microcline rose, ou le contraire pour une antiperthite), on parle alors de perthite mégascopique. Quand le refroidissement est particulièrement lent, l'exsolution peut aboutir à des grains séparés de feldspaths sodique et potassique.